# Shepespouptah
Shepespouptah est un prince égyptien de la Ve dynastie, probable fils d'Ounas.

## Attestations
Un sarcophage trouvé dans le temple bas du complexe funéraire d'Ounas porte le nom du prince Ptah-Shepses (Ptḥ-špss). Des domaines funéraires au nom d'un Shepesptah (Šps-p(w)-Ptḥ) ont été cités dans le mastaba d'un certain Méhou, époux de la fille royale Néfertkaous Ikou, elle-même probable fille d'Ounas.

## Généalogie
Il est qualifié de fils royal, ce qui fait de lui le fils d'un roi. Le lieu de découverte de son sarcophage, dans le temple bas du complexe funéraire d'Ounas, fait pencher en faveur de ce roi.
Pour Jean Yoyotte et Jean Vercoutter, Shepespouptah devait être l'époux de Sechséchet Ire et le père Téti, Jean Yoyotte faisant même de Sechséchet Ire la fille d'Ounas et donc la demi-sœur de Shepespouptah, malgré l'absence de titre de fille royale. En effet, dans le mastaba de Méhou, les seuls domaines funéraires non royaux cités sont ceux de Shepespouptah, qui suivent ceux d'Ounas, et ceux de Sechséchet Ire, qui suivent ceux de Téti. Malgré tout, du fait du manque de preuves, ce ne sont que des hypothèses.

## Sépulture
Un sarcophage au nom d'un prince nommé  a été découvert dans le temple bas du complexe funéraire d'Ounas, que Baud décrit ainsi :

« L'objet le plus remarquable découvert dans ce sarcophage est une ceinture en or (JE 87078), dont la plaque de boucle est décotée et inscrite. Le décor symétrique représente le personnage assis, coiffé de l'uraeus et protégé par un faucon aux ailes déployées. Le motif est donc royal (Drioton, op. cit., p. 90), et doit être mis en relation avec le statut élevé du personnage et le lieu de découverte du sarcophage. [...] Le sarcophage lui-même est remarquable, qui a été rapproché 
de modèles royaux de la fin de la IVe dynastie (Dodson, art. cit.). Le personnage est donc très certainement le prince héritier d'Ounas. »